# Gérard Rasquin
Gérard Rasquin (* 30. Juli 1927 in Paris; † 11. Dezember 2012 in Luxemburg) war ein luxemburgischer Leichtathlet und Sportfunktionär.
Er startete 1952 bei den Olympischen Sommerspielen in Helsinki im 4-mal-400-Meter-Staffellauf mit Robert Schaeffer, Jean Hamilius und Fred Hammer. Vier Jahre später startete er in Melbourne im 400-Meter-Lauf und im 800-Meter-Lauf. Dabei erreichte er kein olympisches Finale. Er war zwölffacher Titelträger bei Luxemburger Meisterschaften und Inhaber von 15 nationalen Rekorden. Nach seiner aktiven Sportlerlaufbahn war er von 1977 bis 1989 Präsident des Luxemburger Olympischen Komitees (COSL) und anschließend dessen Ehrenpräsident.